# Les Piédalloues/La Noue
Les Piedalloues/La Noue est le quartier le plus méridional de la ville d'Auxerre, ensemble de lotissements pavillonnaires.

## Histoire
Le nom Piedalloues viendrait des nombreuses alouettes qui étaient sur le terrain avant la construction du quartier dans les années 1980. Le quartier est une ZAD qui a connu une urbanisation continue des années 1980 à aujourd'hui pour finalement atteindre ses limites. Aujourd'hui sa population est de 2750 habitants. C'est sur le quartier de La Noue, proche des Piedalloues qu'est situé le Stade de l'Abbé-Deschamps de l'AJ Auxerre ainsi que son centre de formation.